# 长柱山丹属
长柱山丹属（学名：Duperrea）是茜草科下的一个属，为灌木植物。该属共有长柱山丹（Duperrea pavettaefolia）等2种，分布于印度、马来西亚至中国云南、广西和海南。